# UÇK

UÇK:s symbol.

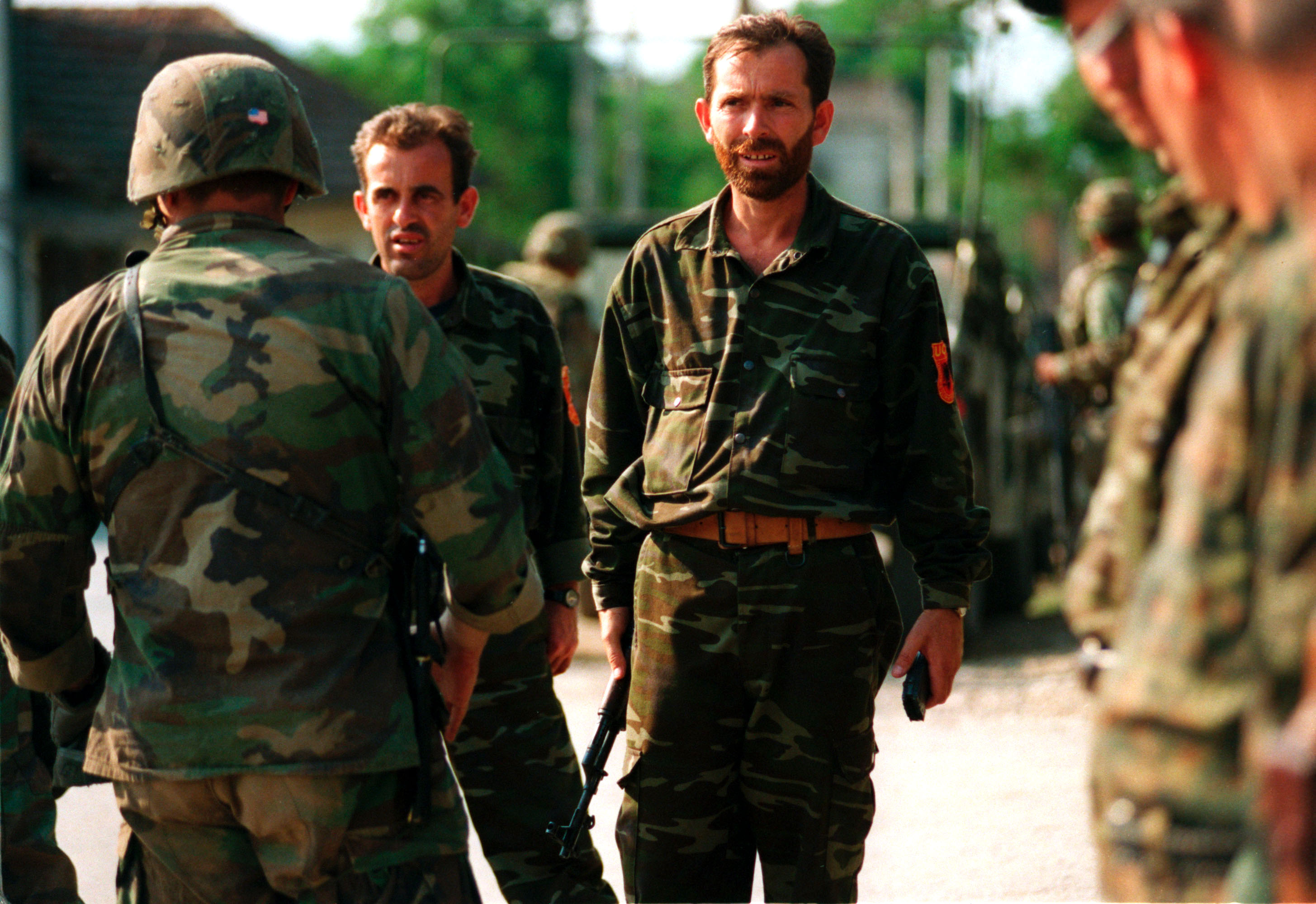
Soldater från UÇK möter amerikanska marinkåren.

UÇK är en akronym som används för två olika etniska albanska gerillagrupper.
- UÇK - Ushtria Çlirimtare e Kosovës, "Kosovos Befrielsearmé".
- UÇK - Ushtria Çlirimtare Kombëtare, "Den Nationella Befrielsearmén".

## Ushtria Çlirimtare e Kosovës (UÇK)
Opererade i Kosovo 1995-1999. Se Kosovokriget.
Vanligen avses den kosovobaserade organisationen vid referenser till UÇK. Denna organisation (eller snarare nätverk) anses ha en betydligt mer radikal agenda än de politiska grupperingar som stödde den kosovoalbanske ledaren Ibrahim Rugova. Ushtria Çlirimtare e Kosovës kämpade för att befria folket från den serbiska statens förföljelse och för att Kosovo skulle bli självständigt.

## Ushtria Çlirimtare Kombëtare (UÇK)
Opererade i Nordmakedonien 2000-2001. Se konflikten i Makedonien 2001.

## Den inledningsvis, delvis liknande förkortningen UÇPMB
UÇPMB - Ushtria Çlirimtare e Preshevës, Medvegjës dhe Bujanocit, "Preshevës, Medvegjës och Bujanocits Befrielsearmé" var en systerorganisation som opererade i sydvästra Serbien mellan 1999 och 2001. Se konflikten i södra Serbien 2001.